# Ružinské jelšiny
Ružinské jelšiny jsou přírodní rezervace v katastrálních územích obcí Lovinobaňa, Ružiná a Divín v okrese Lučenec v Banskobystrickém kraji na Slovensku. Území bylo vyhlášeno v roce 1988 a jeho rozloha je 13,2 hektaru. Předmětem ochrany jsou přirozená společenstva zamokřených luk, různých vývojových stádií olšového lesa slatinného charakteru s přechodem k mezofilním doubravám.